# Von zwei Affen

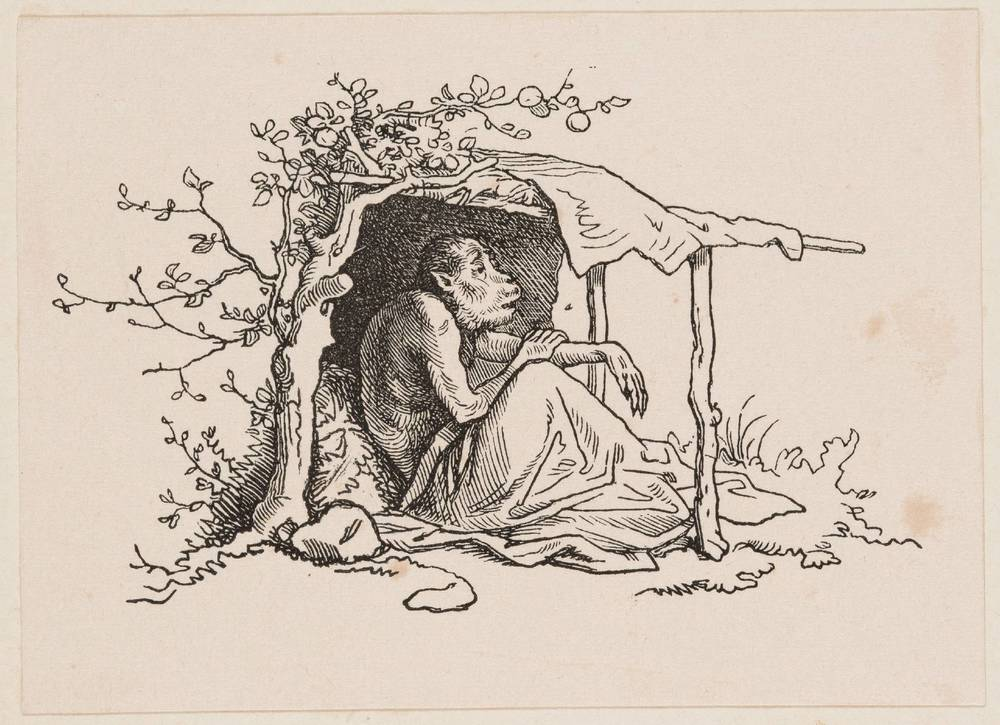
Holzschnitt, Ludwig Richter

Von zwei Affen ist ein Tiermärchen. Es steht in Ludwig Bechsteins Deutsches Märchenbuch an Stelle 76 (1845 Nr. 87) und stammt aus Antonius von Pforrs Das Buch der Beispiele der alten Weisen (Kap. 16: Der räudige Affe).

## Inhalt
Ein Affe verspricht einem alten, kranken Affen Heilung durch die Zunge einer Schlange in einer Höhle, und lässt ihn dort vom Drachen auffressen. Das erzählt Vogel Holgott seiner Frau, damit sie nicht ein angebliches Heilmittel für die Kinder hole. Sie tut es aber als Vorwand, um ihrem Freund Mosam zu erzählen, wohin Holgott mit ihr ziehen will. Auf ihren Rat tut Mosam, als hätte er den Ort auch gefunden, und lässt sich von Holgott überreden, mitzugehen. Holgott erzählt seiner Frau eine Geschichte.

## Herkunft
Der Affe hat „die Raute“ (Räude). Die Fabel stammt aus Antonius von Pforrs Buch der Beispiele der alten Weisen. Sie folgt bei Bechstein auf die vorangehende Nr. 75 Vogel Holgott und Vogel Mosam, es folgen Nr. 77 Von dem Wolf und den Maushunden, Nr. 78 Die Katze und die Maus.